# Stricklandina williamsi
Stricklandina williamsi är en insektsart som först beskrevs av Matile-ferrero och Le Ruyet 1985.  Stricklandina williamsi ingår i släktet Stricklandina och familjen ullsköldlöss. Inga underarter finns listade i Catalogue of Life.